# 960年
| 千纪： | 1千纪 |
| 世纪： | 9世纪 \| 10世纪 \| 11世纪 |
| 年代： | 930年代 \| 940年代 \| 950年代 \| 960年代 \| 970年代 \| 980年代 \| 990年代 |
| 年份： | 955年 \| 956年 \| 957年 \| 958年 \| 959年 \| 960年 \| 961年 \| 962年 \| 963年 \| 964年 \| 965年 |
| 纪年： | 庚申年（猴年）；于阗同慶四十九年；辽應曆十年；南汉大寶三年；后蜀广政二十三年；南唐交泰三年；北汉天会四年；后周（吴越、荆南、南唐）显德七年；北宋（吴越、荆南、南唐）建隆元年；大理廣德八年；日本天德四年；高丽峻丰元年 |

## 大事记

### 中国
- 2月3日——後周殿前都點檢赵匡胤發動政變，史稱「陳橋兵變」。
- 原後周的昭義節度使李筠和淮南節度使分別於四月與九月起兵反宋朝，隨即兵敗自焚而死。
- 荊南貞懿王高保融病逝，其弟高保勗繼位。
- 清源軍節度使留從效向北宋朝廷上表稱臣。

### 拜占庭帝國
- 夏季：一支載有5萬名遠征軍的拜占庭艦隊，在尼基弗魯斯·福卡斯的率領下，登陸克里特島。尼基弗魯斯擊敗了穆斯林的軍隊，並開始圍攻Chandax（今伊拉克利翁）。尼基弗魯斯決定在冬季封鎖城市，且命其工程師開始建造攻城武器[1]。埃米爾Abd al-Aziz ibn Shu'ayb向法提瑪朝及後伍麥亞朝（今西班牙）尋求援助。
- 11月8日：拜占庭軍隊在Leo Phokas的率領下在小亞細亞（今土耳其）南部奇里乞亞的通道上埋伏，擊敗了漢達尼德3萬人軍隊。埃米爾Sayf al-Dawla勉強逃跑，回到阿勒坡只剩下300名騎兵。至此，漢達尼德王朝無法繼續在小亞細亞展開攻擊，成為阿拉伯－拜占庭戰爭中的一個轉折點。

### 歐洲
- 皮雅斯特王朝公爵梅什科一世在其父親謝莫米斯烏過世後，成為波蘭第一位加冠的國王。梅什科持續將鄰近的部族納入其控制之中，其中的兩個障礙為在波蘭土地上掠奪財物的西斯拉夫的部族Veleti，以及尋求向東征服新土地的薩克森自由邦邊境的公爵[2]。
- 丹麥國王哈拉爾一世鞏固了他對日德蘭半島及西蘭島的統治。哈拉爾一世接受了基督教，並在耶靈雕刻耶靈石，以紀念其雙親。該石一面有基督像，另一面有一條纏繞著一頭獅子的蛇。
- 6月/7月：國王貝倫加爾二世的兒子阿達爾伯特二世在公爵Hugh of Tuscany的支持下入侵教宗若望十二世的教宗國。隨著倫巴底的軍隊包圍羅馬，教宗派遣使節團向神聖羅馬帝國國王奧托一世尋求援助。
- 秋季：Obertenghi家族的侯爵奧韋爾托一世在德國避難。
- 諾曼第公國公爵理查一世與巴黎的艾瑪結婚。新娘為偉大的于格的女兒，前法國公爵。該婚姻讓理查一世加入了卡佩家族。
- 鄧斯坦從教宗約翰十二世手中收到坎特伯雷大主教的披帶。他改革修道院，並要求僧侶遵守聖本篤的規則：貧窮，貞潔和順從。
- 鄧斯坦在東薩塞克斯郡建造了聖鄧斯坦教堂。

## 出生
4月21日： 媽祖

## 逝世
- 李穀 (宋朝)
- 冯延巳，词人。
- 韓通 (後周)，後周將領，在陳橋兵變中被王彥昇滅門，追贈為中書令。
- 李筠，後周軍事人物，官至昭義節度使。
- 李重進，後周禁軍統帥之一，郭威第四姊福慶長公主之子，官制淮南節度使。
- 高保融，五代十國時期荊南君主。
- 耶律李胡，遼太祖耶律阿保機第三子，生母皇后述律平。